# Malvina Major
Dame Malvina Lorraine Major (Hamilton, 28 gennaio 1943) è un soprano neozelandese.

## Biografia
Nata ad Hamilton, Malvina Major ha cominciato a studiare musica durante la prima adolescenza, studiando solfeggio e pianoforte prima a Ngāruawāhia e poi al St Mary's College, dove ha studiato canto sotto la supervisione di Suor Mary Leo, l'insegnante di Kiri Te Kanawa. Successivamente si è trasferita nel Regno Unito per perfezionare gli studi con la London Opera Centre.
Nel corso della sua lunga carriera ha cantato una trentina di parti da protagonista in alcuni dei maggiori teatri d'opera al mondo, cantando parti da soprano lirico-drammatico (Floria Tosca in Tosca, Cio-Cio San in Madama Butterfly), soprano di coloratura (Lucia in Lucia di Lammermoor, Gilda in Rigoletto) e soprano lirico (Mimì ne La bohème, Contessa ne Le nozze di Figaro).
Al termine della carriera sulle scene, Major ha lavorato come insegnante di canto, insegnando all'Università del Waikato e fondando la Dame Malvina Major Foundation, che si occupa del perfezionamento di giovani cantanti lirici neozelandesi.

## Repertorio
| Ruolo                   | Titolo                           | Autore    |
| ----------------------- | -------------------------------- | --------- |
| Lucia Ashton            | Lucia di Lammermoor              | Donizetti |
| Anna Glawari            | La vedova allegra                | Lehár     |
| Caterina                | L'amico Fritz                    | Mascagni  |
| Donna Anna Donna Elvira | Don Giovanni                     | Mozart    |
| Contessa                | Le nozze di Figaro               | Mozart    |
| Costanza                | Il ratto dal serraglio           | Mozart    |
| Fiordiligi              | Così fan tutte                   | Mozart    |
| Pamina                  | Il flauto magico                 | Mozart    |
| Serpetta                | La finta giardiniera             | Mozart    |
| Mimì Musetta            | La bohème                        | Puccini   |
| Cio-Cio San             | Madama Butterfly                 | Puccini   |
| Matilde                 | Elisabetta, regina d'Inghilterra | Rossini   |
| Rosina                  | Il barbiere di Siviglia          | Rossini   |
| Rosalind                | Il pipistrello                   | Strauss   |
| Violetta                | La traviata                      | Verdi     |
| Gilda                   | Rigoletto                        | Verdi     |